# Bisdom Jhabua
Het bisdom Jhabua (Latijn: Dioecesis Jhabuensis) is een rooms-katholiek bisdom met als zetel Jhabua, in India. Het bisdom is suffragaan aan het aartsbisdom Bhopal. 

## Geschiedenis
Het bisdom werd opgericht op 25 maart 2002, uit delen van de bisdommen Indore en Udaipur. 

## Parochies
Het bisdom had in 2021 een oppervlakte van 21.366 km2 en telde 6.701.730 inwoners waarvan 0,7% rooms-katholiek was.

## Bisschoppen
- Chacko Thottumarickal (25 maart 2002 - 24 oktober 2008)
- Devprasad John Ganawa (11 mei 2009 - 21 december 2012; apostolisch administrator tot 10 oktober 2015)
- Basil Bhuriya (18 juli 2015 - 6 mei 2021)
- Peter Rumal Kharadi (30 december 2023 - heden; administrator sinds juni 2021)

Bhopal (aartsbisdom) · Gwalior · Indore · Jabalpur · Jhabua · Khandwa · Sagar (Syro-Malabar) · Satna (Syro-Malabar) · Ujjain (Syro-Malabar)